# Anychia mexicana
Anychia mexicana là loài thực vật có hoa thuộc họ Cẩm chướng. Loài này được Hemsl. mô tả khoa học đầu tiên.